# حمله غیرفعالانه
یک حمله غیر فعالانه بر روی یک سیستم رمز نگاری یا یک شبکه حمله‌ای است که در آن شخص حمله کننده ارسال داده‌ها بین طرفین را زیر نظر می‌گیرد، با هدف جمع‌آوری اطلاعات ارسالی بین طرفین بدون ایجاد اختلال یا نشانی از حضور خود، عملی شبیه به جاسوسی صورت خواهد گرفت.

## ویژگیها
تحلیل ترافیک ارسالی
طفره رفتن از آنالیز همگانی
زیر نظر گرفتن ارسالات
تکیه بر ممانعت از رمز نگاری
انواع مختلف حملات غیرفعالانه عبارتند از: ۱)تجزیه و تحلیل ترافیک عبوری ۲)آشکارسازی محتویات پیام‌های رد و بدل شده.

### تجزیه تحلیل ترافیک عبوری
در این نوع از حملهٔ غیرفعال، شخص موقعیت مبدأ و مقصد داده‌ها را شناسایی کرده و سایر ویژگیهای کاربران در حال تعامل را بدست آورده، فرکانس و طول پیام‌های رد و بدل شده را مورد بررسی قرار خواهد داد. و بالاخره با این دست از اطلاعات که بدست می‌آورد می‌تواند نوع ارتباط برقرار شده بین طرفین را به راحتی شناسایی نماید. نکتهٔ قابل توجه که این نوع حمله را از حملات فعالانه متمایز می‌کند اینست که هیچ گونه تغییر یا اختلالی در ارتباط و پیامهای طرفین ایجاد نخواهد شد و تنها عملیاتی مشابه جاسوسی انجام می‌شود.

### آشکار کردن محتویات پیامها
برای مثال، یک ارتباط تلفنی یا یک ارتباط از نوع پست الکترونیک که می‌تواند حاوی اطلاعات مهمی باشد. شخص حمله کننده محتویات پیامها و اطلاعات رد و بدل شده را مشاهده و دریافت می‌کند. در این نوع حمله به خاطر این که شخص هیچ گونه اختلال و تغییری در ارتباط به وجود نمی‌آورد، تشخیص و شناسایی فرد بسیار مشکل و نا ممکن است. تنها راه در امان بودن از این نوع حملات ارتقا و ایمن‌سازی سیستم رمزنگاری داده میان طرفین است؛ یعنی سیاست پیشگیری به جای تشخیص.